# Eleição municipal de Barra do Piraí em 2024
A eleição municipal da cidade de Barra do Piraí em 2024 ocorreu no dia 6 de outubro (primeiro turno) com o objetivo de eleger um prefeito, um vice-prefeito e 15 vereadores responsáveis pela administração da cidade no mandato a se iniciar em 1° de janeiro de 2025 e com término em 31 de dezembro de 2028. Como o município não possui 200 mil eleitores, a disputa foi realizada em turno único. O prefeito titular era Mario Esteves, do MDB, eleito em 2020 pelo Republicanos. Conforme a legislação eleitoral, por estar em seu segundo mandato seguido, Esteves não esteve apto à reeleição.
No primeiro turno, realizado em 6 de outubro, Katia Miki, candidata pelo Solidariedade, foi eleita com 18.000 votos (36,77% dos votos válidos), seguida de Dione do Mario Esteves, pelo MDB, com 15.570 votos (31,81%), e Delegado Antônio Furtado, pelo UNIÃO, com 15.086 votos (30,82%). Pela Câmara Municipal, Jeordane Perino, do PP, foi o vereador mais votado da cidade, com 1.472 votos (2,99% dos votos válidos); os partidos que mais obtiveram cadeiras na câmara legislativa foram MDB, PL, PRD e Solidariedade, com dois cada.

## Calendário eleitoral
| Início        | Fim           | Atividades | Status    |
| ------------- | ------------- | --- | --------- |
| 7 de março    | 5 de abril    | Janela partidária para vereadores trocarem de partido visando concorrer às eleições sem perder o mandato. | Realizado |
| 6 de abril    | 6 de abril    | Data-limite para todas as legendas e federações partidárias obterem o registro dos estatutos no TSE e para todos os candidatos terem domicílio eleitoral na circunscrição em que desejam disputar as eleições com a filiação deferida pelo partido. | Realizado |
| 15 de maio    | 15 de maio    | Início da campanha de arrecadação prévia de recursos na modalidade de financiamento coletivo para pré-candidatos, sem realização de pedidos de voto e obedecendo a regras relativas à propaganda eleitoral na Internet.                             | Realizado |
| 20 de julho   | 5 de agosto   | Realização de convenções partidárias para deliberar sobre coligações e escolher candidatos às prefeituras e aos cargos de vereador. Os partidos têm até 15 de agosto para registrar os nomes na Justiça Eleitoral.                                  | Realizado |
| 16 de agosto  | 16 de agosto  | Início das campanhas eleitorais de forma igualitária, podendo qualquer publicidade ou manifestação com pedido explícito de voto antes da data ser considerada irregular e multada.                                                                  | Realizado |
| 30 de agosto  | 3 de outubro  | Veiculação da propaganda eleitoral gratuita no rádio e na televisão. | Realizado |
| 6 de outubro  | 6 de outubro  | Realização do primeiro turno das eleições municipais. | Realizado |
| 11 de outubro | 25 de outubro | Veiculação da propaganda eleitoral gratuita no rádio e na televisão para o segundo turno. | Realizado |
| 27 de outubro | 27 de outubro | Realização de um eventual segundo turno nas cidades com mais de 200 mil eleitores em que o candidato a prefeito mais votado não tenha atingido a metade mais um dos votos válidos.                                                                  | Realizado |

## Candidatos à prefeitura
| Nº | Prefeito(a)  | Prefeito(a)                | Prefeito(a)         | Prefeito(a)                                                                     | Vice-prefeito(a) | Vice-prefeito(a) | Vice-prefeito(a)        | Vice-prefeito(a)    | Vice-prefeito(a)                  | Coligação Partido(s)                                                              | Ref.          |
|    | Candidato(a) | Candidato(a)               | Partido Federação   | Cargos relevantes                                                               | Candidato(a)     | Candidato(a)     | Candidato(a)            | Partido Federação   | Cargos relevantes                 | Coligação Partido(s)                                                              | Ref.          |
| -- | ------------ | -------------------------- | ------------------- | ------------------------------------------------------------------------------- | ---------------- | ---------------- | ----------------------- | ------------------- | --------------------------------- | --------------------------------------------------------------------------------- | ------------- |
| 15 |              | Dione do Mario Esteves     | MDB                 | - Secretário de Planejamento Econômico de Barra do Piraí (2021–2024)            |                  |                  | Márcia Mariotini        | Agir                | - Servidora pública civil         | Continuidade e Progresso - MDB - Agir - PRD - PP - PRTB - Fed. PSDB Cidadania     | [ 7 ]         |
| 29 |              | Paulo Silva                | PCO                 | - Trabalhador de Construção Civil                                               |                  |                  | Celso Carvalho          | PCO                 | - Militar reformado               | Sem coligação                                                                     | [ 8 ]         |
| 44 |              | Delegado Antônio Furtado   | UNIÃO               | - Deputado federal pelo Rio de Janeiro (2019–2023); - Servidor público estadual |                  |                  | Cezinha do Mercado      | PL                  | - Empresário                      | O Futuro é Logo Ali - UNIÃO - PL - DC - PODE                                      | [ 9 ] [ 10 ]  |
| 50 |              | Professora Fernanda Vieira | PSOL Fed. PSOL REDE | - Professora de Ensino Fundamental                                              |                  |                  | Professor Thauan Santos | PSOL Fed. PSOL REDE | - Professor de Ensino Fundamental | Sem coligação                                                                     | [ 11 ]        |
| 77 |              | Katia Miki                 | Solidariedade       | - Vereadora de Barra do Piraí (2021–2024)                                       |                  |                  | Cristiano Almeida       | PSD                 | - Advogado                        | Orgulho de ser Barrense - Solidariedade - PSD - PSB - PDT - Republicanos - Avante | [ 12 ] [ 13 ] |

### Indeferida
- Gilberto Bancário (PT) – Bancário. Teve sua candidatura retirada pelo partido, que decidiu apoiar a candidatura de Kátia Miki.[11]

### Desistências
- Dra. Nadja (PMB) – Médica. Desistiu de sua candidatura em 5 de agosto.[14]

- Dr. João Camerano (NOVO) – Vice-prefeito de Barra do Piraí (2021–2024). Retirou sua candidatura no dia 1 de outubro em apoio à candidata Kátia Miki.[15]

## Resultados

### Prefeito
| Candidato(a) a prefeito(a) | Candidato(a) a prefeito(a)        | Candidato(a) a vice-prefeito(a) | Primeiro turno 6 de outubro de 2024 | Primeiro turno 6 de outubro de 2024 |
| Candidato(a) a prefeito(a) | Candidato(a) a prefeito(a)        | Candidato(a) a vice-prefeito(a) | Total                               | Percentagem                         |
| -------------------------- | --------------------------------- | ------------------------------- | ----------------------------------- | ----------------------------------- |
|                            | Katia Miki (Solidariedade)        | Cristiano Almeida (PSD)         | 18.000                              | 36,77%                              |
|                            | Dione do Mario Esteves (MDB)      | Márcia Mariotini (Agir)         | 15.570                              | 31,81%                              |
|                            | Delegado Antônio Furtado (UNIÃO)  | Cezinha do Mercado (PL)         | 15.086                              | 30,82%                              |
|                            | Professora Fernanda Vieira (PSOL) | Professor Thauan Santos (PSOL)  | 213                                 | 0,44%                               |
|                            | Paulo Silva (PCO)                 | Celso Carvalho (PCO)            | 86                                  | 0,17%                               |
| Total de votos válidos     | Total de votos válidos            | Total de votos válidos          | 48.954                              | 48.954                              |
| Votos apurados             |                                   |                                 |                                     |                                     |
| Votos válidos              | Votos válidos                     | Votos válidos                   | 48.954                              | 92,97%                              |
| Votos em branco            | Votos em branco                   | Votos em branco                 | 1.516                               | 2,88%                               |
| Votos nulos                | Votos nulos                       | Votos nulos                     | 2.187                               | 4,15%                               |
| Total de votos apurados    | Total de votos apurados           | Total de votos apurados         | 52.657                              | 52.657                              |
| Eleitores                  |                                   |                                 |                                     |                                     |
| Comparecimentos            | Comparecimentos                   | Comparecimentos                 | 52.657                              | 74,36%                              |
| Abstenções                 | Abstenções                        | Abstenções                      | 18.156                              | 25,64%                              |
| Total de eleitores aptos   | Total de eleitores aptos          | Total de eleitores aptos        | 67.110                              | 67.110                              |
| Total de seções: 252       |                                   |                                 |                                     |                                     |
| Fonte: TSE                 |                                   |                                 |                                     |                                     |

### Vereadores eleitos
| Candidato(a) | Candidato(a)         | Partido       | Votos | Votos |
| Candidato(a) | Candidato(a)         | Partido       | Total | %     |
| ------------ | -------------------- | ------------- | ----- | ----- |
|              | Jeordane Perino      | PP            | 1.472 | 2,99% |
|              | Rafael Couto         | MDB           | 1.459 | 2,97% |
|              | Macrei               | Agir          | 1.221 | 1,48% |
|              | Pedrinho Adl         | Solidariedade | 1.137 | 2,31% |
|              | Thiago Soares        | PRD           | 1.110 | 2,26% |
|              | Elves                | Cidadania     | 1.085 | 2,21% |
|              | Luiz Felipe Ludi     | PL            | 970   | 1,97% |
|              | João Paulo           | PL            | 942   | 1,92% |
|              | Wanderson            | PRD           | 908   | 1,85% |
|              | Lú Maciel            | MDB           | 896   | 1,82% |
|              | José Mauro Motorista | Solidariedade | 869   | 1,77% |